# Ivan Resman
Ivan Resman, slovenski častnik slovenskega domobranstva in učitelj, * 13. avgust 1899, † jeseni 1945. 
Resman je bil pred drugo svetovno vojno nadučitelj in ravnatelj osnovne šole v Novem mestu. Po formiranju Slovenskega domobranstva se mu je Resman pridružil s činom stotnika, za katerega ni točno znano kdaj ga je pridobil. Med vojno je bil poveljnik 38. čete, ki je branila položaje okrog Novega mesta in namestnik poveljnika 3. bojne skupine. Pod poveljstvo te skupine so spadale domobranske čete od Novega mesta do Kostanjevice. Ob koncu vojne se je s svojimi enotami umaknil proti Radečam, tam pa jih je razpustil. 
Po koncu vojne se ni umaknil v Avstrijo, temveč se je na skrivaj vrnil v Novo mesto. Tam si je v domači hiši v Šmihelu uredil skrivališče, kjer je nameraval počakati na razplet situacije. Septembra 1945 je bilo njegovo skrivališče najverjetneje naznanjeno. Resmana so našli in ga aretirali. Zaprt je bil v novomeških zaporih, kjer so ga zadnjič videli močno pretepenega 20. oktobra 1945, nato pa je za njim izginila vsaka sled. Po njegovi aretaciji je brez službe ostala tudi njegova žena Mihaela, ki je bila učiteljica na eni od novomeških šol. Zaradi moževe preteklosti ji ni bila priznana pokojnina niti otroški dodatki za šest njunih otrok. 